# Polyrhachis thrinax
Polyrhachis thrinax é uma espécie de formiga do gênero Polyrhachis, pertencente à subfamília Formicinae.